# Adelbert von Chamisso
Adelbert von Chamisso, ursprungligen Louis Charles Adélaïde de Chamisso de Boncourt, född 30 januari 1781 på slottet Boncourt i Champagne, död 21 augusti 1838 i Berlin, var en tysk författare av fransk börd.

## Biografi
Chamisso tillhörde en gammal lothringsk grevlig ätt och emigrerade från Frankrike i samband med franska revolutionen. 1796 bosatte sig familjen i Berlin. Chamiss var först page hos drottningen av Preussen och tjänstgjorde därefter 1798–1808 vid ett preussiskt regemente. Sedan hans släktingar återvänt till Frankrike stannade han själv kvar i Tyskland. Under ett besök i Frankrike kände han sig vilsen och vantrivdes och började istället tillsammans med en grupp jämnåriga romantiker skriva vers på tyska. Han blev senare en av de viktigaste företrädarna för den tyskspråkiga senromantiken. Främlingsproblematiken, som Chamisso som invandrare själv hade personliga erfarenheter av, återkommer i flera av hans verk, bland annat berättelsen Peter Schlemihls sällsamma historia (Peter Schlemihls wundersame Geschichte, 1814). Denna berättelse handlar om en man, som säljer sin egen skugga för pengar och därigenom blir rik men som samtidigt blir utstött ur samhället.
1813 började Chamisso studera medicin och botanik vid Berlins universitet. 1815–1818 deltog han som botaniker i en rysk vetenskaplig världsomseglingsexpedition. Hans skildring av resan utgavs 1836 (Reise um die Welt). Han erhöll därefter anställning vid botaniska trädgården i Berlin och levde resten av sitt liv delat mellan botanik och diktning. Bland hans främsta verk märks särskilt Salas y Gomez (1829) och Gedichte (1831).
Åren 1832–1838 var han redaktör för tidskriften Der Musenalmanach.
Chamissos dikt "Die Löwenbraut" ligger till grund för det svenska skillingtrycket "Lejonbruden".
Torget Chamissoplatz i Kreuzberg i Berlin uppkallades 1890 efter honom.
Auktorsnamnet Cham. kan användas för Adelbert von Chamisso i samband med ett vetenskapligt namn inom botaniken; se Wikipediaartiklar som länkar till auktorsnamnet.